# 福雅里
福雅里是位於臺中市西屯區的一個里。

## 地理
位於西屯區的中心地帶，略偏西北，北邊為永安里、東邊為福安里、西為福林里，南邊則與福和里接壤。
福雅里位於臺中市區中，產業部分以商業居多；其中以台灣大道及永福路為主要聯外道路；里內主要排水設施為林厝排水(下橫山支線)系統。